# Jozef Sabovčík
Jozef Sabovčík (Bratislava, Tchecoslováquia, 4 de dezembro de 1963) é um ex-patinador artístico eslovaco, que competiu representando a Tchecoslováquia. Ele conquistou uma medalha de bronze olímpica em 1984.

## Principais resultados
| Resultados                                                            | Resultados    | Resultados    | Resultados        | Resultados      | Resultados        | Resultados        | Resultados        | Resultados      | Resultados      | Resultados    | Resultados    | Resultados    |
| Internacional                                                         | Internacional | Internacional | Internacional     | Internacional   | Internacional     | Internacional     | Internacional     | Internacional   | Internacional   | Internacional | Internacional | Internacional |
| Evento/Temporada                                                      | 1975– 1976    |               | 1978– 1979        | 1979– 1980      | 1980– 1981        | 1981– 1982        | 1982– 1983        | 1983– 1984      | 1984– 1985      | 1985– 1986    |               |               |
| --------------------------------------------------------------------- | ------------- | ------------- | ----------------- | --------------- | ----------------- | ----------------- | ----------------- | --------------- | --------------- | ------------- | ------------- | ------------- |
| Jogos Olímpicos                                                       |               |               |                   |                 |                   |                   | Medalha de bronze |                 |                 |               |               |               |
| Campeonato Mundial                                                    |               | 19.º          | 16.º              | 12.º            | 16.º              | 6.º               | 4.º               | 4.º             | 6.º             |               |               |               |
| Campeonato Europeu                                                    |               | 17.º          | 9.º               | 5.º             | 8.º               | Medalha de prata  | 4.º               | Medalha de ouro | Medalha de ouro |               |               |               |
| NHK Trophy                                                            |               |               |                   |                 | WD                |                   |                   | 4.º             | WD              |               |               |               |
| Prague Skate                                                          |               |               | Medalha de bronze |                 | Medalha de ouro   | Medalha de ouro   |                   |                 |                 |               |               |               |
| Skate America                                                         |               |               |                   |                 |                   | Medalha de bronze |                   |                 | Medalha de ouro |               |               |               |
| Skate Canada International                                            |               |               |                   |                 | Medalha de bronze |                   |                   |                 | Medalha de ouro |               |               |               |
| Internacional – Júnior                                                |               |               |                   |                 |                   |                   |                   |                 |                 |               |               |               |
| Campeonato Mundial Júnior                                             | 10.º          |               |                   |                 |                   |                   |                   |                 |                 |               |               |               |
| Nacional                                                              |               |               |                   |                 |                   |                   |                   |                 |                 |               |               |               |
| Campeonato Tchecoslovaco                                              |               |               | Medalha de ouro   | Medalha de ouro | Medalha de ouro   | Medalha de ouro   | Medalha de ouro   | Medalha de ouro |                 |               |               |               |
| Campeonato Eslovaco                                                   |               |               |                   | Medalha de ouro |                   |                   |                   |                 |                 |               |               |               |
|                                                                       |               |               |                   |                 |                   |                   |                   |                 |                 |               |               |               |
| Legenda: WD = Abandonou; Competição não foi disputada nesta temporada |               |               |                   |                 |                   |                   |                   |                 |                 |               |               |               |